# Copelatus striatopterus
Copelatus striatopterus är en skalbaggsart som beskrevs av Aubé 1838. Copelatus striatopterus ingår i släktet Copelatus och familjen dykare. Inga underarter finns listade i Catalogue of Life.